# Chequered Love
Chequered Love är den andra singeln av Kim Wilde. Singeln släpptes under våren 1981 efter dundersuccén "Kids In America". "Chequered Love" blev ytterligare en hit för Wilde och nådde fjärdeplatsen i Storbritannien och topp-10 i många delar av världen.

## Listplaceringar
| Länder (1981)  | Topplaceringar |
| -------------- | -------------- |
| Storbritannien | 4              |
| Danmark        | 2              |
| Irland         | 4              |
| Sydafrika      | 1              |
| Sverige        | 6              |
| Belgien        | 2              |
| Australien     | 6              |
| Tyskland       | 2              |
| Schweiz        | 2              |
| Nederländerna  | 2              |
| Österrike      | 16             |